# James Gay-Rees
James Gay-Rees es un productor de cine británico. Ha participado en la producción de numerosas películas, incluidos los documentales aclamados por la crítica Senna (2010) y Amy (2015), por los que ganó numerosos premios y nominaciones.

## Biografía
Después de graduarse de la Universidad de Southampton, Gay-Rees comenzó su carrera cinematográfica trabajando para Miramax en Londres. Posteriormente se mudó a Nueva York durante un año y luego comenzó a trabajar como jefe de desarrollo en Orbit Productions, con sede en Los Ángeles. Gay-Rees finalmente decidió guiar su carrera hacia la producción de documentales; su primera película, Exit Through the Gift Shop (2010), fue nominada al Premio de la Academia a la Mejor Película Documental . Su segunda película, Senna (2010), también recibió elogios de la crítica y ganó un premio BAFTA al mejor documental . En 2015, produjo Amy, que fue nominada a numerosos premios, incluidos los premios BAFTA al Mejor Documental y Mejor Película Británica, así como al Premio de la Academia a la Mejor Película Documental en la 88.ª edición de los Premios de la Academia .

## Filmografía
- Exit Through the Gift Shop (2010)
- Senna (2010)
- McCullin (2012)
- The Wedding Video (2012)
- The Quiet Ones (2014)
- All This Mayhem (2014)
- Palio (2015)
- Amy (2015)
- Ronaldo (2015)
- Oasis: Supersonic (2016)
- Maradona (2018)
- Make Us Dream (2018)
- Formula 1: Drive to Survive (2019)

## Premios y nominaciones
Premios Óscar
| Año  | Categoría                 | Película | Resultado |
| ---- | ------------------------- | -------- | --------- |
| 2016 | Mejor película documental | Amy      | Ganador   |

- Senna (2012):
  - Premios BAFTA (British Academy Film Awards)
    - Mejor película británica: NOMINADO
    - Mejor documental: GANADO

  - Premios del Sindicato de Productores
    - Productor destacado en una película documental: NOMINADO
- Amy (2016):
  - Premios BAFTA (British Academy Film Awards)
    - Mejor película británica: NOMINADO
    - Mejor documental: GANADO

  - Premios Grammy
    - Mejor película musical: GANADO

  - Premios del Sindicato de Productores
    - Productor destacado en una película documental: GANADO
- Formula 1: Drive to Survive (2022):
  - Premio Emmy de Deportes
    - Mejor serie documental: GANADO